# サルマーン・ビン・アブドゥルアズィーズ
サルマーン・ビン・アブドゥルアズィーズ・ビン・アブドゥルラフマーン・アール＝サウード（アラビア語: سلمان بن عبد العزيز بن عبد الرحمن آل سعود, ラテン文字転写: Salmān bin ʻAbd al-ʻAzīz bin ʿAbd ar Raḥman Āl Saʻūd, 1935年12月31日 - ）は、第7代サウジアラビア国王（2015年1月23日 - ）。初代サウジアラビア国王イブン・サウードの25番目の男子で、第6代国王アブドゥッラーの異母弟。日本語メディアでは、サルマンと表記されることが多い。2025年現在、存命する君主としては最高齢である。

## 生涯

### 出生
イブン・サウードの25番目の男子。イブン・サウードが最も寵愛したスデイリ家出身のハッサ妃との間に生まれた7人の男子を指す「スデイリー・セブン」と呼ばれる同母兄弟のうちのひとりで、第5代国王ファハド・王太子スルターン（国王に即位する前に病死）・王太子ナーイフ（国王に即位する前に病死）が同母兄となる。

### 即位以前の経歴

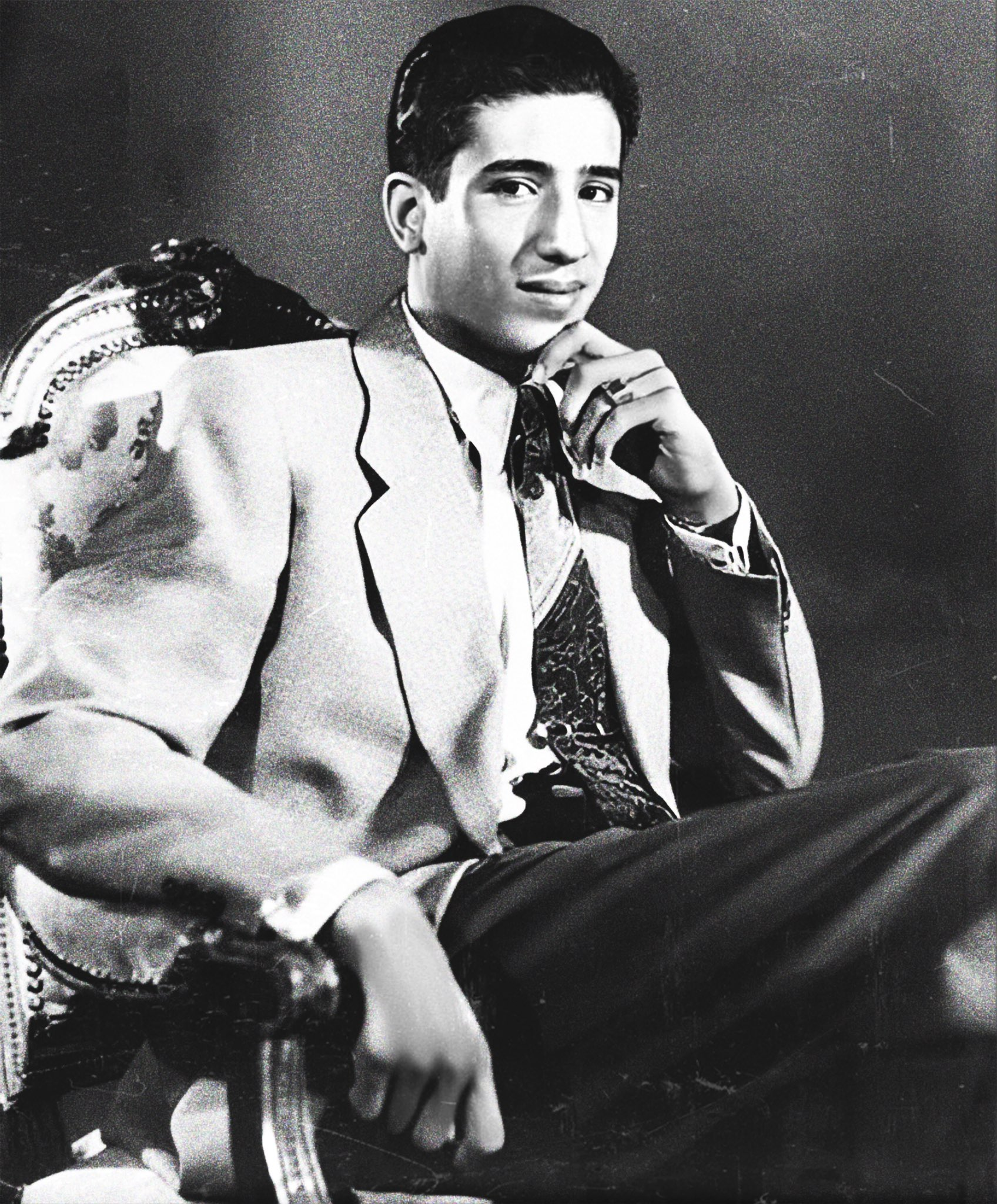
若年期のサルマーン

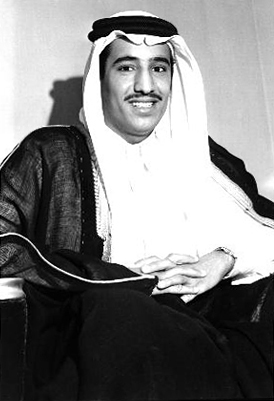
30代のサルマーン

1954年にリヤード州のアミールと副知事に就任し、翌1955年から1960年までリヤード州知事を務めた。再び1963年から2011年までリヤード州知事を務め、2011年10月に同母兄のスルターン王太子兼副首相兼国防大臣が薨去すると後継の国防大臣に就任した。続けて2012年6月に同母兄のナーイフ王太子兼副首相兼内務大臣が薨去すると、国防大臣を兼務したまま王位継承順位第1位である王太子兼副首相に就任した。2013年3月には息子のムハンマド・ビン・サルマーンが王太子府長官、王太子特別顧問に任命され、2014年2月には国務大臣にも任命された。

### 治世

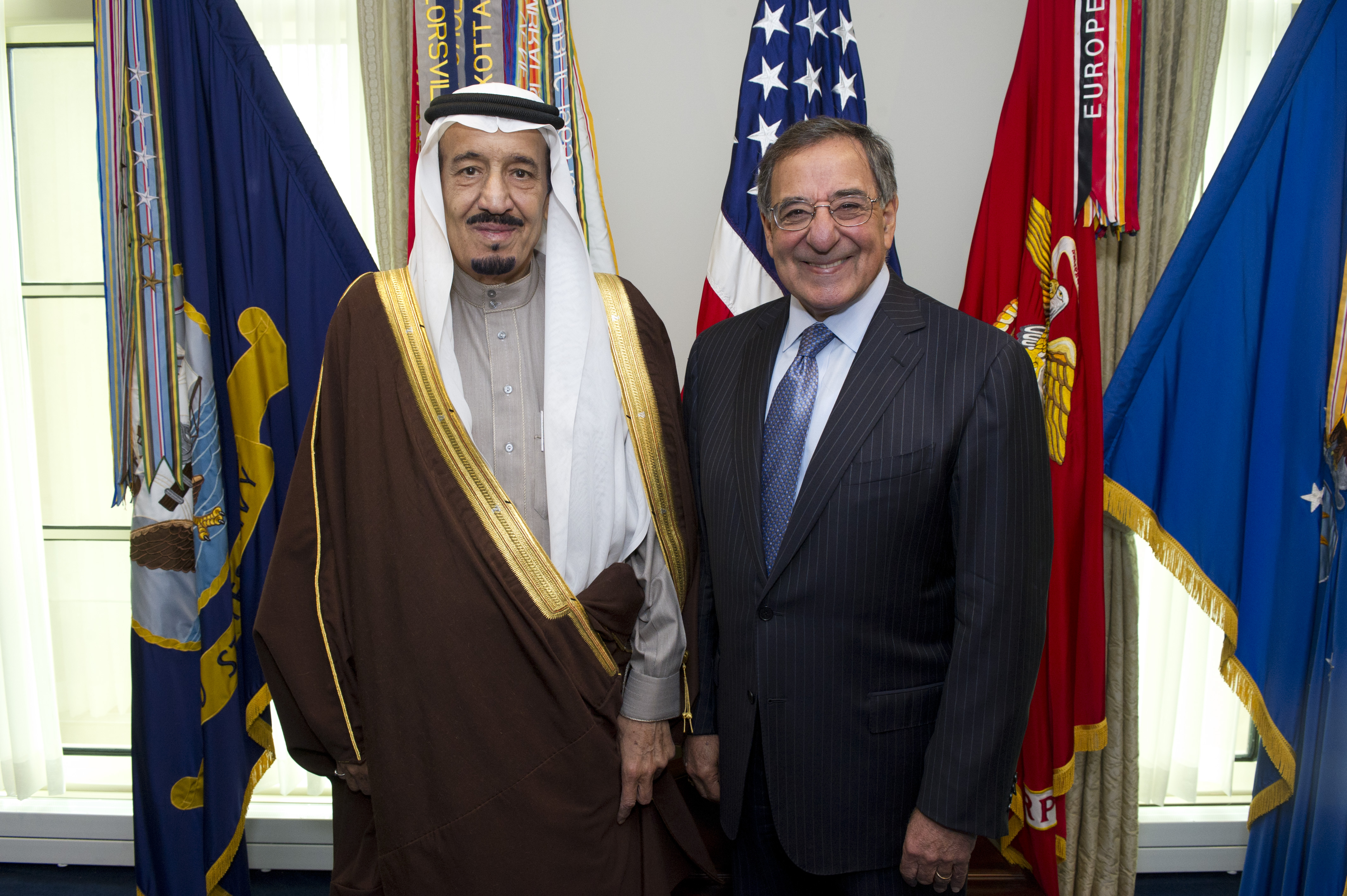
2012年4月、アメリカのレオン・パネッタ国防長官と（ペンタゴン）

2015年1月23日、第6代国王アブドゥッラーの崩御により、第7代国王に即位し、首相を兼ねた。これにともない王位継承順位第2位だったムクリン副王太子兼第二副首相が王太子兼副首相に昇格した。副王太子兼第二副首相の後任には同母兄ナーイフの息子のムハンマド・ビン・ナーイフ内務大臣を任命し、はじめて第3世代（イブン・サウードの孫の世代）の王族に王位継承権を与えた。また同日に息子のムハンマドを国防大臣に任命し、さらに王宮府長官・国王特別顧問に任命した。29日には国王特別顧問を辞任させて経済開発評議会議長に任命し、軍事に加えて経済政策の実権も与えた。
同年4月29日、サルマーン国王は勅命を発し、王太子兼副首相のムクリンを解任し、副王太子兼第二副首相のムハンマド・ビン・ナーイフを内務大臣と政治・安全保障評議会議長を兼ねたまま王太子兼副首相に昇格させ、息子のムハンマド・ビン・サルマーンを国防大臣と経済開発評議会議長を兼ねたまま副王太子兼第二副首相に昇格させた。アブドゥッラー派だったムクリンを権力の核心から遠ざけ、自身の周辺をスデイリー・セブン閥で固める意向による人事とみられた。
サルマーンは認知症のため、息子のムハンマド・ビン・サルマーン副王太子に統治に関するほぼ全てを代行させているといわれている。このムハンマド副王太子が独断専行的にイエメンへの軍事介入を行い、「サウジアラビア版サッチャー革命」と評されるような急進的な経済改革プランを志向しているため王族内で不満が高まっており、同年秋にはサルマーン国王とムハンマド副王太子の体制を非難する怪文書が王族内で出回った。また同年12月にはドイツの諜報機関連邦情報局が、この件に関して「サウジに体制危機が迫っている」とする分析結果を公表した。

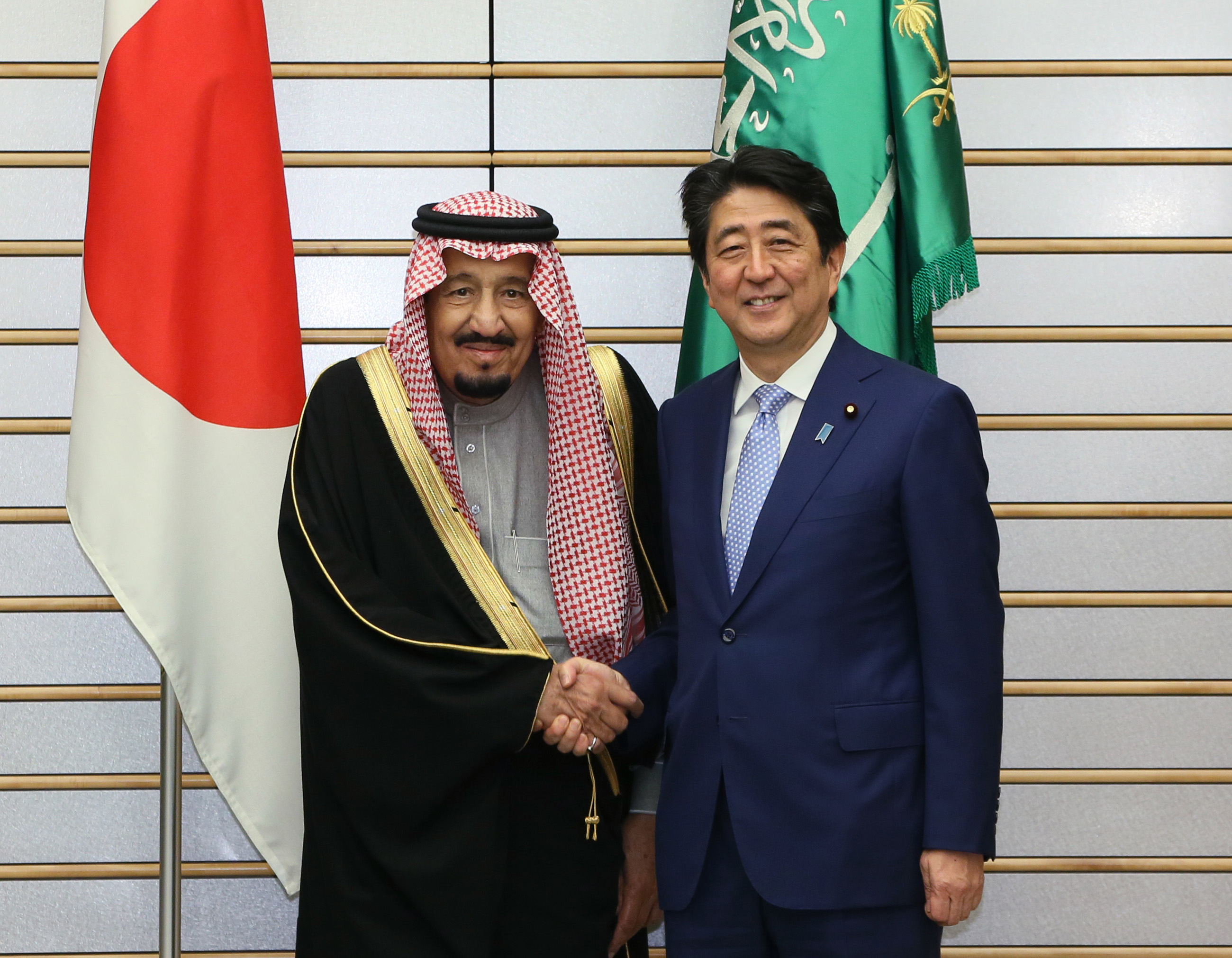
2017年3月13日、日本の首相官邸にて会談を行う安倍晋三総理大臣（右、当時）とサルマーン国王（左）

2017年3月12日から15日まで公式実務訪問賓客として訪日し、天皇と安倍晋三首相と会談した。サルマーン自身の訪日はリヤード州知事と王太子時代に続く3回目であるが、サウジアラビア国王の訪日は1971年に訪日した第2代国王ファイサル以来46年ぶりであり歴史的な訪日となった。この訪日では日・サウジ間の経済、安全保障分野での包括的な協力と二国間関係の「戦略的パートナーシップ」への格上げに合意した。大勲位菊花大綬章・頸飾受章。
2017年6月21日、ムハンマド・ビン・ナーイフ王太子をすべての役職から解任し、息子のムハンマドを国防大臣兼務のまま王太子兼副首相に昇格させる勅命を発した。
2017年11月、息子のムハンマド王太子が率いる反汚職委員会が、ムトイブ王子（国家警備相）やアルワーリド王子ら王子11人を含む複数の閣僚経験者を逮捕した。表向きは汚職容疑であるがムハンマドが志向する急進的な改革やサルマーンとムハンマドの体制に対する抵抗勢力を潰すためであると観測された。
2022年9月27日、内閣改造の勅令を発し、息子のムハンマドを王太子兼首相に昇格させた。法律で首相は国王が兼務するとされており、例外措置が取られた。
2024年5月に肺炎の治療を受け、同年10月6日に再び肺炎の検査を受けている
。
ムハンマド以外の息子としては、国務大臣（エネルギー問題担当）のアブドゥルアズィーズ、マディーナ州知事のファイサル、宇宙飛行士のスルターンなどが知られる。

## 婚姻関係
イスラームの法シャリーアでは最大で同時に4人まで妻を娶ることが認められているが離別や死別があるため、代表的なサルマーンの妻3名を挙げる。
1. スルターナ (Sultana bint Turki Al Sudairi) - サルマーンがまだ王子であった2011年7月に亡くなっている。5人の息子を儲け、存命はスルターン王子とアブドゥルアズィーズ王子とファイサル王子（英語版）の3人。
2. サーラ王妃 (Sarah bint Faisal Al Subai'ai) - 存命のサウード王子 (Saud Bin Salman Bin Abdulaziz) の母。
3. ファハダ王妃 (Fahda bint Falah bin Sultan Al Hithalayn) - ムハンマド・ビン・サルマーン王太子および駐米大使ハーリド王子（アラビア語版、英語版）の母。